# Sjisjka
Sjisjka (ook Sjiska gespeld) (Samisch: Šiška of Šiškká) is een van oorsprong Samisch dorp in de Zweedse gemeente Gällivare. Het bestaat uit ongeveer 8 huizen en een station. Sjisjka is alleen per trein bereikbaar, want het ligt in een omvangrijk moerasgebied annex natuurreservaat, waar wegen en bevolking schaars zijn.

## Geschiedenis
Sjisjka is een oude verzamelplaats waar Sami elkaar ontmoetten. In de jaren twintig streek de Samische artiest Nils Nilsson Skum neer in het dorp; een gevolg van een algemene volksverhuizing binnen de diverse Samische stammen. Deze kunstenaar werd algemeen bekend binnen Zweden en vormde zodoende een reden voor de Zweedse Spoorwegmaatschappij om er een halteplaats te maken.

## Natuurreservaat
Zoals eerder vermeld ligt de halteplaats en het dorp midden in een uitgestrekt moeras. In 2000 werd besloten van dit gebied een natuurreservaat te maken: het Kaitumreservaat. Het is een uitgestrekt natuurgebied dat aan de noordzijde door de Kalixälven en aan de zuidzijde door de Kaitum begrensd wordt. In het reservaat ligt een aantal poelen Sjisjkaape of Sjisjka-ape (Samisch: Šiškká-ahpi), bijzonder in trek bij trekvogels en dus ook vogelaars.

## Windmolenpark
Er waren plannen om in de directe omgeving van Sjisjka een windmolenpark te bouwen. De aanvoer zou geschieden door een weg aan te leggen vanuit het dorp Kaitum. Dit stuitte echter op bezwaren van milieubewegingen etc. Omdat de weg er niet kwam, ziet het ernaar uit dat het park verplaatst wordt naar Lappberg, een ander stationnetje aan de lijn. De weg daarnaartoe kan een stuk korter worden.

## Aanvullende info
Sjisjka is ook de naam van de 717 meter hoge berg, die zichtbaar is vanaf het stationnetje.
Äijävaara · Alapää · Alavaara · Allavaara · Arro · Avvakko · Björkberget · Bönträsk · Dokkas · Fjällnäs · Flakaberg · Gällivare · Granhult · Grenselet · Grodberget · Hakkas · Härkmyran · Hornberg · Joentaus · Jutsavare · Kaalasluspa · Kääntöjärvi · Kaartijärvi · Kaartirova · Kaitum · Kattån · Keskijärvi · Killingi · Kilvo · Kilvokielinen · Koskivaara (Nattavaara) · Koskivaara (Skröven) · Koskullskulle · Kuolpa · Leipojärvi · Liikavaara · Lillsaivis · Linaälv · Malmberget · Mäntyvaara · Mårdudden · Markitta · Mettä Dokkas · Moskojärvi · Mukkavaara · Muorjevaara · Nattavaara · Nattavaara By · Neitiskaite · Neitisuanto · Nilivaara · Njarka · Norsivaara · Pahtopalo · Pålkem · Palo · Palohuornas · Pauki · Polcirkeln · Puoltikasvaara · Purnu · Purnuvaara · Raatukkavaara · Rantavaara · Ripats · Ruutti · Saanio · Sadjem · Saivorova · Sakajärvi · Sammakko-Lillberget · Sangervaara · Särkivaara · Sarvisvaara · Satter · Sjisjka · Skaulo · Skröven · Solberget · Soutujärvi · Storberget · Storsaivis · Stråberget · Suorvanen · Tidnokenttä · Tjautjas · Torasjärvi · Torrivaara · Ullatti · Urtimjaur · Vähävaara · Valtio · Vassaraträsket · Vettasjärvi · Vuottas · Yrttivaara